# 1837
1837. је била проста година.

## Догађаји

### Март
- 4. март — Мартин ван Бјурен је инаугурисан за 8. председника САД.

### Мај
- 28. мај — Спасовска скупштина у Крагујевцу

### Јун
- 11. јун — Побуна у Бостону, етнички сукоби енглеских и ирских досељеника у Америци.
- 20. јун — Краљица Викторија ступа на престо Уједињеног Краљевства, након смрти свог стрица Вилијама IV, који умире без легитимних наследника. Према Салијском законику, Краљевина Хановер прелази на Вилијамовог брата, Ернста Августа, тиме прекидајући персоналну унију Британије и Хановера која је трајала од 1714. године.

### Октобар
- 16. октобар — Српски кнез Милош Обреновић издао указ о укидању свих врста кулука, осим кулука за одржавање путева и мостова.

## Рођења

### Март
- 18. март — Гровер Кливленд, 22. и 24. председник САД

### Јул
- 22. јул — Пол Морфи, амерички шаховски велемајстор (†10. јул 1884)

## Смрти

### Фебруар
- 10. фебруар — Александар Пушкин, руски књижевник. (*1799)

### Март
- 15. март — Лукијан Мушицки, српски владика и песник.

### Јун
- 20. јун — Краљ Вилијам IV од Уједињеног Краљевства и Хановера. (*1765)

### Септембар
- 22. септембар — Вилијам Џорџ Хорнер, британски математичар. (*1786)